# N-II (Spanje)
De N-II, of "N 2" is een voormalige nationale route in Spanje van Madrid naar Barcelona en Frankrijk. Volgens het nieuwe Spaanse handboek over de naamgeving van wegen zijn de verbeterde en naar Autovía opgewaardeerde delen hernoemd tot A-2. Niet opgewaardeerde delen, Zaragoza-Fraga en Barcelona-Franse grens behouden de oude naam N-II.
Over de Franse grens, in de buurt van La Jonquera, gaat de weg over in de Franse D900, de vroegere N9.
Het meeste verkeer dat voorheen over deze weg reed pakt nu de autopistas AP-7 en de AP-2.
Men is nog steeds bezig om de weg te verbreden, die inmiddels al langs de belangrijke steden Girona en Figueres loopt.